# Sziléziai felkelések (1919–1921)
A sziléziai felkelések – három fegyveres konfliktus Felső-Sziléziában, amelyek a lengyel államnak az első világháború utáni újjáépítéskor, 1919. és 1921. évek között történtek. A konfliktusok szorosan összefüggtek a sziléziai népszavazással (1921. március 20.), amely eldöntötte, hogy Felső-Szilézia Németországhoz vagy Lengyelországhoz fog-e tartozni.

## Előzmények
A német kapituláció után a helyzet Felső-Sziléziában nagyon feszültté vált. A német közigazgatás felbomlása és a berlini forradalom miatt a lengyel népesség Sziléziában hamarosan néptanácsokat kezdett szervezni (1918 novemberétől), valamint más lengyel szervezeteket és pártokat. A német hatóság próbálta ezt megakadályozni, ennek megfelelő intézkedéseket adott ki és megerősítve katonai potenciálját. A német népesség saját militáris csapatokat szervezett Freikorpse (szabadcsapatok) néven. 1919. január 13-án a hatóság kihirdette az ostromállapotot Felső-Sziléziában, ennek révén megszüntethette a személyi sérthetetlenséget, a hadsereg házkutatásokat végezhetett és letartoztathatott lengyel személyiségeket. A lengyel népgyűléseket betiltották, bevezették a kijárási tilalmat. Ez az állapot fél évig tartott.

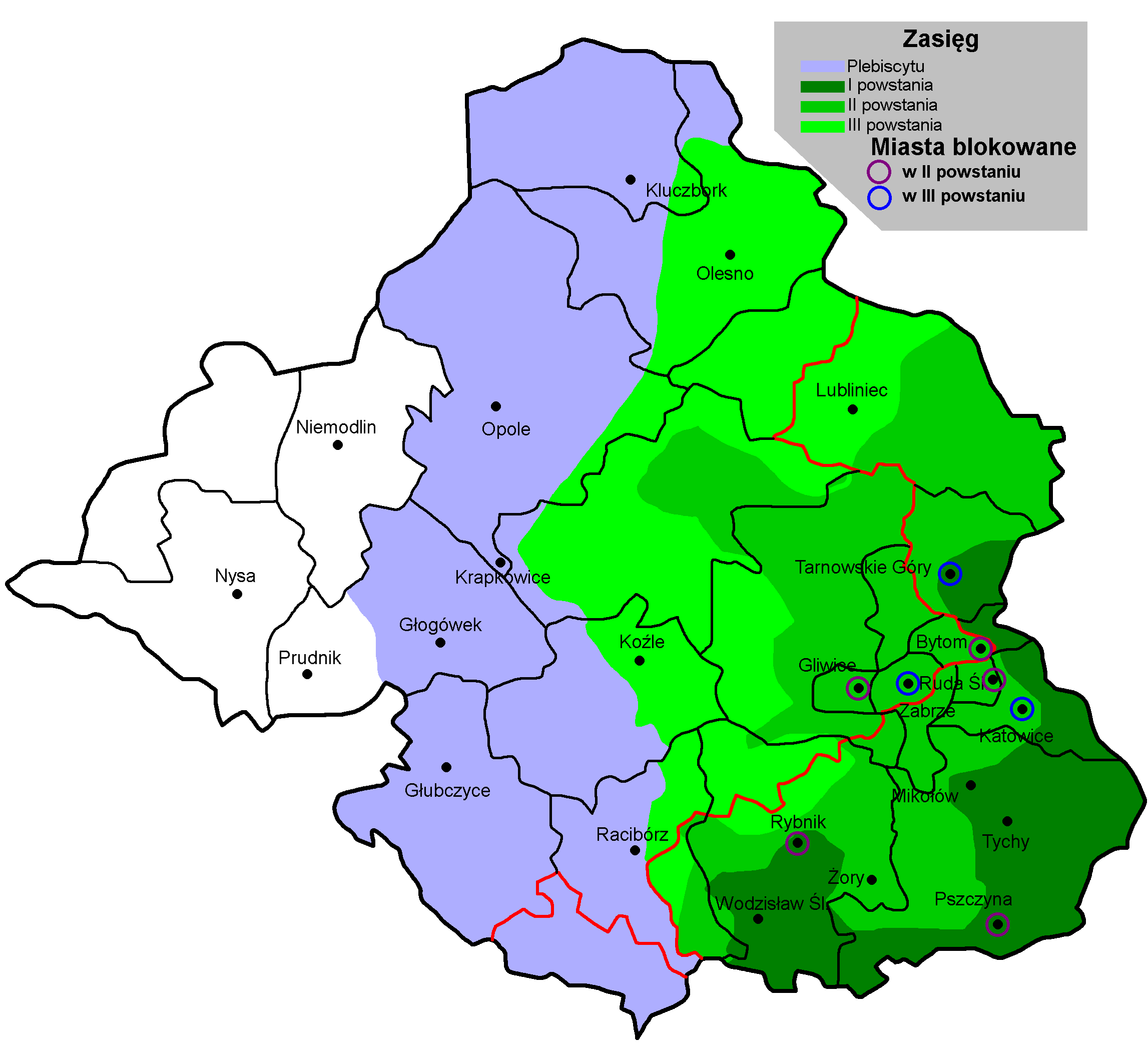
Felső Szilézia és a sziléziai felkelések területei:
A felkelők által ostromolt városok:
szürke körökben – a II. felkelésben,
kék körökben – a III. felkelésben
. Piros vonal : az államhatárok 1922-től

## Az első sziléziai felkelés
Augusztus 11-étől 14-éig tartott a sziléziai bányászok sztrájkja. A bányászok és kohászok követelték, hogy a Felső Sziléziát terrorizáló német rohamosztagok tagjai, illetve a Grenzschutz (határőrség) volt katonái ne dolgozhassanak velük együtt. Ezenkívül azt, hogy a hatóság hagyjon fel a munkások tömeges elbocsátásával, emeljék a béreket és szüntesse meg az ostromállapotot. A sztrájk óriási méretűvé vált – augusztus 14-én 140 ezer munkás részt vett benne.
1919. augusztus 15-én reggel egy mysłowicei bánya kapuja előtt kb. 3 ezer sziléziai munkás gyűlt össze  feleségestül és gyermekestül, hogy átvegyék az illetményüket. A német igazgatóság halogatta a kifizetés időpontját és csak kb. 13-kor kezdte el bebocsátani a munkások csoportjait. A hosszú várakozás miatt felháborodott tömeg behatolt a bánya udvarára, erre a Grenzschutz tüzelt: hét bányász, két nő és egy 13 éves fiú áldozatul esett.
Augusztus 15-16-án a németek váratlanul letartoztatták a felső-sziléziai POW néhány parancsnokát, akiknél dokumentumokat találtak, amelyek tanusították, hogy felkelés készül. Ebben a helyzetben a POW kiadta a parancsot, hogy a felkelés augusztus 17-én kezdődjön el. A felkelők megindultak Cieszyni Sziléziából és felvették a harcot a volt német-osztrák és német-orosz határnál fekvő területen (Pszczyna, Wodzisław Śląski, Tychy, Katowice, Bytom, Tarnowskie Góry). Augusztus 24-én a felkelés parancsnoksága, látva, hogy nincs esély több muníciót szerezni, és hogy segítség Lengyelországból nem jön, a németek nagy erőket összpontosító intézkedéseit látva felfüggesztette a kilátástalan harcokat.

## A második sziléziai felkelés
Az első sziléziai felkelés leverését követően a németek terrorizálták a lengyel népességet. Az Antant-hatalmak úgy határoztak, hogy Felső-Sziléziában népszavazás legyen a német–lengyel határ kijelölése tárgyában. Ezért a német rohamcsapatok ki akartak űzni Sziléziából minél több lengyelt. Lengyel népgyűléseket szétvertek, a májusi felvonulásokat megzavarták, megtámadták a lengyel népszavazási bizottságokat.
1920. augusztus 19-én a felső-sziléziai népvezető, Wojciech Korfanty, harcba hívott a németek ellen. Éjszaka kitört a felkelés és elkezdődött az általános sztrájk. Augusztus 20-a és 25-e között a felkelők elfoglalták Felső-Szilézia kb. 1/3-át. Nem próbálták meg a legnagyobb városok elfoglalását, mert ott az antant erői állomásoztak.
A varsói lengyel kormány nem segíthetett a felkelőknek, mert éppen akkor folyt a varsói csata utáni lengyel ellentámadás a szovjetek ellen a nyemani hadjárat előtt.
Augusztus 24-én a Felső-sziléziai Szövetséges Kormányzó és Népszavazási Bizottság megparancsolta a német biztonsági rendőrség (Sipo) feloszlatását. Ezért a felkelés főparancsnoksága úgy döntött, hogy megnyitja a hadműveleteket, ami a következő nap meg is valósult. Ezzel teljesült a lengyelek fő követelménye. A második felkelés után a német biztonsági rendőrséget felszámolták, helyére a Bizottság létrehozott Abstimmungspolizei (Apo – népszavazási rendőrség) néven vegyes lengyel-német egységeket. Megígérték a lengyelellenes támadások tetteseinek megbüntetését . A lengyelek hivatalos parancsban a felső-sziléziai POW-ot  feloszlatták és a sztrájk befejezésére szólítottak fel.

## Népszavazás Felső-Sziléziában

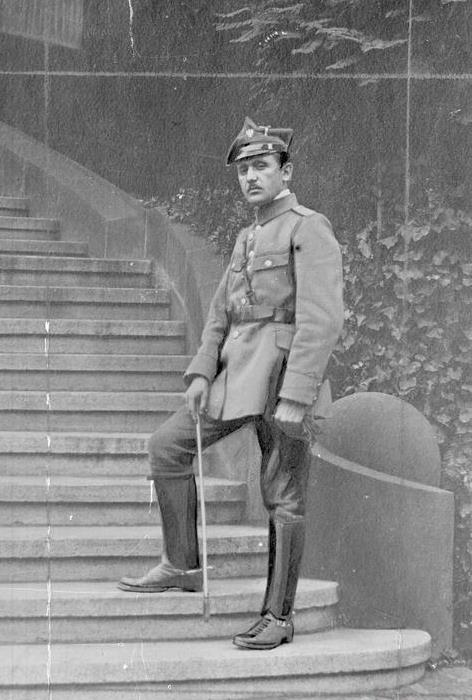
Alfons Zgrzebniok – az I. és II. felkelés parancsnoka

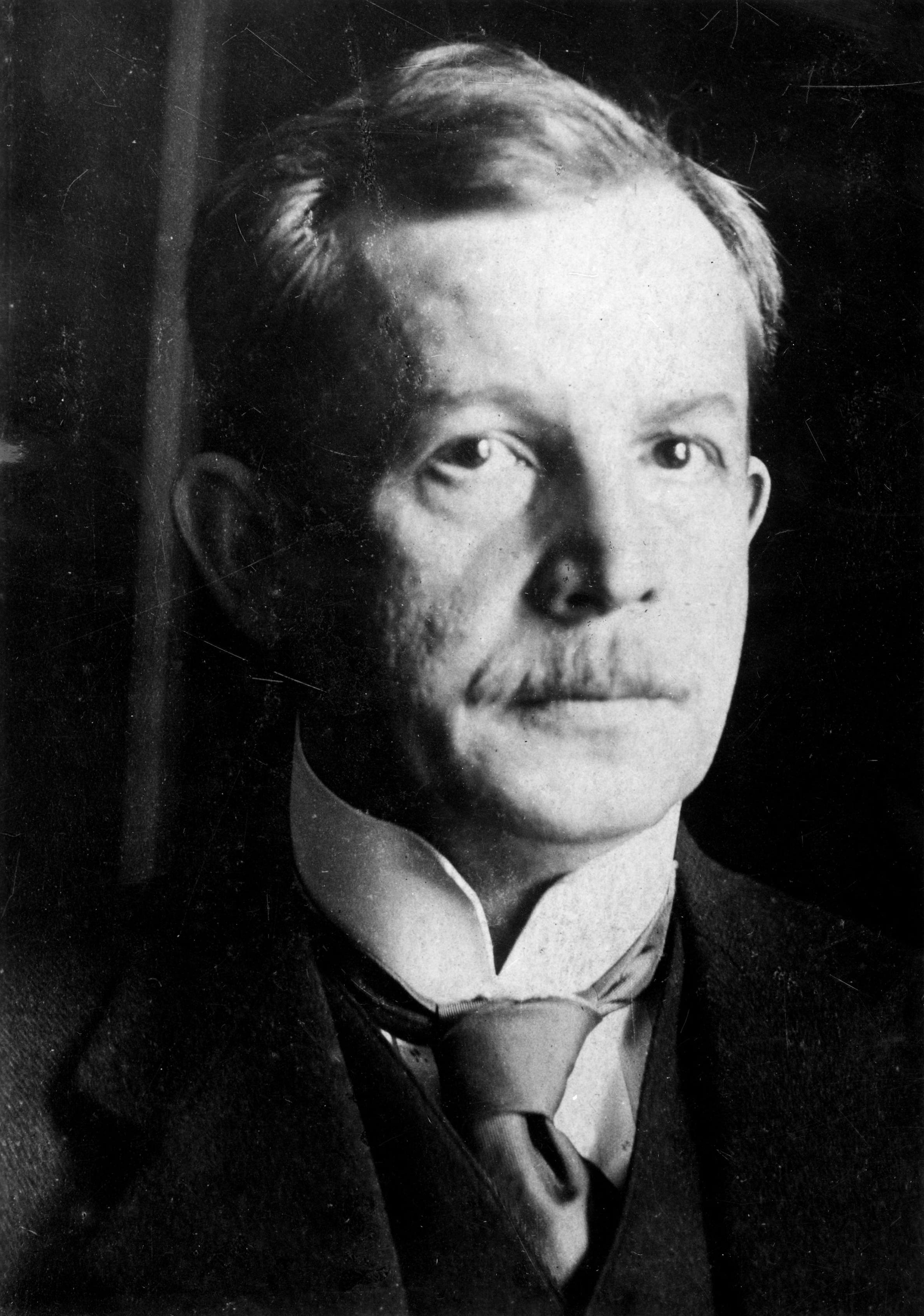
Wojciech Korfanty – a II. és III. felkelés, később a kereszténydemokraták vezetője

A népszavazás Felső Sziléziában 1921. március 20-án volt. A szavazásra jogosultak  voltak azok a személyek is, akik a népszavazási terület belsejében születtek, de már nem éltek ott (hasonlóan, mint az egy évvel korábbi népszavazásban Warmiában és Mazúriában). Ez volt a lengyel ajánlat, mert a lengyel hatóság meg akarta szerezni a Ruhr-vidéken dolgozó lengyelek szavazatait. Ez oda vezetett, hogy kihasználva e döntést a németek odaszállítottak sok német nemzetiségű személyt, akik  Sziléziában születtek, és ezek 18-szor többen voltak mint a választásra máshonnan érkező lengyelek.
Általában Lengyelország mellett a szavazásra jogosultak 40%-a állt ki, Németország mellett pedig 60%. Kezdetben azt tervezték, hogy a szavazatokat községek szerint fogják számlálni, ami előnyösebb lett volna Lengyelország számára – de végül járások szerint számláltak. Majdnem minden város Németország mellett állt ki, nem így a szavazási terület keleti részén levő falvak többsége.
A számlálás alapján Nagy-Britannia és Olaszország képviselői azt ajánlották, Felső Sziléziát úgy osszák fel, hogy Lengyelország a szavazási területnek csak kis, déli részét (Pszczynai és Rybniki járások részei) meg a Katowicei járásnak egy kis részét (főként mezőgazdasági területeket) kapná meg,  Németország pedig megkapná a maradékot (ún. Percival–De Marinis-vonal). A franciák Lengyelországnak az egész keleti Felső-Sziléziát (az ipari területtel együtt) szándékozták átengedni (ún. Le Rond-vonal, vagyis Korfanty-vonal). Olaszország és Nagy-Britannia véleménye abból következett, hogy így a sziléziai ipari teljesítmény nagy hányada a Németországra rákényszerített háborús kártalanítás céljaira lenne kihasználva.

## A harmadik sziléziai felkelés
Abban az esetben, hogy a németek nyernek, a sziléziai lengyelek felkelést terveztek. Hasonló tervek születtek a németek oldalán is  számukra kedvezőtlen eredmény esetére. Mivel az eredmény lengyel szempontból valóban előnytelen volt, Wojciech Korfanty 1921. május 3-án kiadta a felkelést indító parancsát. Egy nappal korábban elkezdődött az általános sztrájk a bányákban és a kohókban, éjszaka  különleges felkelő csapat levegőbe röpítette a vasúti hidakat az Oderán. Ezzel megszakadt a vasúti forgalom Felső-Szilézia és Németország között.
Május 10-éig a felkelők elfoglalták az Oderáig terjedő területeket (ez Felső-Szilézia kb. 2/3-a), Opole felé közeledve. Május közepére esett a németek ellentámadása: 21-e és 26-a között volt a nagy csata Góra Świętej Annynál, a németek elfoglalták a települést, de nem sikerült áttörniük a frontot. Egyidejűleg május 23-án a lengyelek visszaverték a német támadást az Olza folyó torkolatánál (Wodzisław Śląski és Racibórz környéke). Ezzel megakadályozták, hogy a németek hátba támadják a felkelőket, ami valószínűleg a felkelés gyors vereségét okozhatta volna. Június 7-étől a harcok megálltak és elkezdődtek a tárgyalások az antant képviselők közvetítésével. A lengyelek és németek fokozatosan kivonták az egységeiket a népszavazási területről.
1921. július 5-én a felek fegyverszünetet kötöttek. A lengyel kormány Varsóban hivatalosan elhatárolta magát a felkelésért való felelősségtől. A Felső-sziléziai Szövetséges Kormányzó és Népszavazási Bizottság október 12-én Lengyelország számára előnyösebb döntést fogadott el Felső Szilézia felosztásról. Lengyelország megkapta a népszavazási terület kb. 1/3-át, ebben az egységes területet Katowicétól az Oderáig délen, ezen kívül a kohók 50%-át és kőszénbányák 76%-át. Ez nagy jelentőséggel bírt Lengyelország gazdasági fejlődésében. A felkelés egészében elérte a célját. A Lengyelországnak átengedett terület 1922. május 14-én hivatalosan is átkerült a lengyel hatóságok irányítása alá.